# 上海市青浦监狱
上海市青浦监狱位于上海市青浦区外青松公路7405号，是一所隶属于上海市监狱管理局的监狱。青浦监狱于1994年12月24日揭牌投入使用。监狱占地面积约300亩，有警察逾500人。

## 运作
青浦监狱主要关押原判七年以上有期徒刑的囚犯。此外，青浦监狱是上海市定点关押成年外籍男性罪犯的监狱，常年关押来自约四十个国家的外籍囚犯。
据上海市监狱管理局网站，青浦监狱有9个监区，包括后勤监区、外国籍罪犯监区、高度戒备监区3个功能性监区。限制减刑罪犯和高危险罪犯集中关押在高度戒备监区。监狱有安全警戒、狱政管理、教育改造、劳动改造共4个警务组。监狱有15个职能科室，分为综合、业务、队伍、保障四类。
监狱介绍称，青浦监狱教育改造采取“5+1+1”，即五天劳动改造、一天集中学习、一天休息；监狱配有51名心理咨询师；监狱利用上海开放大学远程教育系统为犯人提供学历教育；犯人可参加海派玉雕、松江顾绣、嘉定竹刻等非物质文化遗产学习。据称，监狱的刑满释放人员中有多人成为国家级工艺大师或上海市工艺大师。根据青浦监狱负责人的说法，囚犯自愿参加劳动，监狱为其支付报酬，报酬可用于购买生活用品、与家人通讯，犯人出狱时可以提取扣除罚金之后剩余的工作报酬。
中国媒体称，青浦监狱为外籍犯人安排了艺术节、美食节等活动，犯人可以参加到舞台剧、舞蹈、唱歌等活动中；监狱有意区分外籍犯人与中国籍犯人的管理方式，外籍犯人的内务要求更鬆，例如不需要将被子叠得方方正正；监狱特意利用中国文字、地理、历史等课程对外籍犯人进行感化教育；外籍犯人的文化习俗可以“特事特办”。曾被关押在此、后来为《星期日泰晤士报》撰写报道指控青浦监狱强迫劳动的韩飞龙称，青浦监狱犯人生活凄苦，一间屋子里住12个人，犯人睡在严重生锈的铁质上下双层床上，床垫只有一厘米厚；屋里既没有暖气也没有空调，夏日酷热，冬日寒冷；犯人每天必须在5时30分至6时起床，21时30分左右上床睡觉。
2011年9月21日，新声艺术团成立，成员由15个不同国家的45名服刑人员组成。該監獄團體主要負責创编歌曲、音乐剧等各类艺术作品。

## 贺卡事件
2019年12月22日，英国《星期日泰晤士報》报道，英格蘭南倫敦圖廳的6岁女童弗洛伦斯·威迪科姆（Florence Widdicombe）在为朋友准备圣诞卡时，意外地发现这批购买自乐购的贺卡中，有一张已经被写上了字：
We are foreign prisoners in Shanghai Qingpu prison China. Forced to work against our will. Please help us and notify human rights organisation. Use the link to contact Mr Peter Humphrey.

译文：我们是中国上海青浦监狱的外国囚犯。被迫劳动。请帮帮我们，告知人权组织，並联系彼得·汉弗莱先生。
新闻称，弗洛伦斯的父亲本·威迪科姆（Ben Widdicombe）联系了彼得·汉弗莱（中文名韩飞龙）。韩飞龙撰写了这篇《星期日泰晤士報》的报道。他曾被关押在此。他在文章中称，虽然不确定具体是哪一位在押外国囚犯写下了这些文字，但是他确定这是他当年在青浦认识的狱友之一。而在BBC的采访中，韩飞龙声称他认为这是外国囚犯们集体发出的信息；他知道写下这些字的人是谁，但他永远不会透露这个名字。
22日，乐购回应称，对此事感到震惊，公司决不容忍使用囚犯强制劳动，公司已经展开调查，如果查实将剔除出此供应商。乐购称，这些贺卡的供应商是浙江云广印业股份有限公司，这家供应商刚刚在一个月前通过独立审核，未发现强迫劳动问题，乐购已经让这家企业暂停生产。中国中央电视台报道称乐购在24日书面回应了采访要求，内容与此相近，但报道未提及暂停生产的内容。23日，浙江云广印业回应称指控不实，公司与监狱没有关系，可能有人为了抹黑中国而编造了新闻。浙江云广印业称，乐购虽然在报道中声称暂停让云广印业生产乐购产品，但实际上乐购并未与公司联系。
23日，中华人民共和国外交部发言人耿爽在例行记者会上回应，青浦监狱没有强制囚犯劳动。耿爽称，这是韩飞龙制造的闹剧，“韩飞龙先生总是耐不住寂寞，时不时就要跳出来自我炒作一番，生怕人们把他遗忘了。但他这次编造的闹剧实在是有些老掉牙了”。24日，青浦监狱监狱长兼党委书记李强接受了中国环球电视网的专访，表示英国媒体的相关报道不实。

## 外部鏈接
- 上海市监狱管理局——上海市青浦监狱（页面存档备份，存于）